# Mein Körper gehört mir!
Mein Körper gehört mir! ist und war „der Anspruch auf die gesellschaftlich weitgehend versagte Selbstbestimmung über den eigenen Körper“ und „von Beginn an ein Kernpunkt der Frauenbewegung“.
Mein Körper gehört mir! ist auch ein theaterpädagogisches Präventionsprogramm für Kinder, das zum Schutz vor sexuellem Missbrauch dient. Es richtet sich an Kinder im dritten und vierten Schuljahr. Es ist eine interaktive Szenencollage in drei Teilen. Entwickelt wurde das Programm von der Theaterpädagogischen Werkstatt in Osnabrück. Es wird bundesweit in vielen Schulen durchgeführt, insbesondere im Raum Nordrhein-Westfalen und Niedersachsen.
Ein gleichnamiges Buch Mein Körper gehört mir! Ein Aufklärungsbuch der PRO FAMILIA. von Dagmar Geisler erschien 2002 im Loewe Verlag.
Im Juni 2010 wurde eine Mutter in 15-tägige Erzwingungshaft genommen, weil sie sich geweigert hatte, ihr Kind an dem Besuch des Theaterstücks teilnehmen zu lassen; sie war Baptistin. Die konservative Schriftstellerin Eva Herman kritisierte diesen Vorgang und betonte, dass Sexualerziehung in die Intimsphäre des Kindes (Artikel 1 und 2 Grundgesetz), in das Erziehungsrecht der Eltern (Art. 6 II Satz 1GG) und in die Familie eingreife, nach einer Entscheidung des Bundesverfassungsgerichts (BVerfGE 93, 1ff/17) bedürfe es eines Zusammenwirkens zwischen Schule und Eltern, im Zweifel sei den Eltern Vorrang zu gewähren.